# Неґібалиці
Неґібалиці (пол. Niegibalice) — село в Польщі, у гміні Битонь Радзейовського повіту Куявсько-Поморського воєводства.
Населення — 253 особи (2011).
У 1975-1998 роках село належало до Влоцлавського воєводства.

## Демографія
Демографічна структура станом на 31 березня 2011 року:
|          | Загалом | Допрацездатний вік | Працездатний вік | Постпрацездатний вік |
| -------- | ------- | ------------------ | ---------------- | -------------------- |
| Чоловіки | 127     | 25                 | 89               | 13                   |
| Жінки    | 126     | 21                 | 75               | 30                   |
| Разом    | 253     | 46                 | 164              | 43                   |